# Ле Фоль, Стефан
Стефа́н Ле Фоль (фр. Stéphane Le Foll; род. 3 февраля 1960) — французский политический и государственный деятель, министр сельского хозяйства (2012—2017 годы), официальный представитель правительства Франции (2014—2017 годы).

## Биография

### Ранние годы
Получил высшее образование в области экономики и сельского хозяйства, в 1983 году стал преподавателем сельскохозяйственного лицея в Руйоне, в 1988 году получил диплом магистра-исследователя (DEA) по экономике в Нантском университете и начал читать в этом университете курс.

### Политическая карьера
В 1983 году избран в муниципальный совет Лонна, в 1995 году — в муниципальный совет Ле-Мана. В 1994 году тогдашний председатель Социалистической партии Франсуа Олланд назначил Ле Фоля директором своего аппарата, и тот оставался в этой должности до 2000 года. В 2004 году избран в Европейский парламент от Западного округа, стал первым федеральным секретарём Социалистической партии в департаменте Сарта.
В 2007 году выдвинул свою кандидатуру в департаменте Сарта для участия в парламентских выборах 2007 года и получил 30,03 % голосов, уступив в первом туре Франсуа Фийону, которого поддержали 53,4 % избирателей.
В 2011 году возглавил президентскую избирательную кампанию Франсуа Олланда.
15 мая 2012 года досрочно сдал мандат евродепутата.

### Работа в социалистических правительствах (2012—2017)
16 мая 2012 года назначен министром сельского хозяйства Франции в правительстве Жан-Марка Эро, 2 апреля 2014 года стал официальным представителем правительства Мануэля Вальса, оставшись также и министром сельского хозяйства.
20 июня 2012 года избран в Национальное собрание Франции, 28 июня 2012 вошёл в состав Комиссии по вопросам культуры и образования, но уже 21 июля 2012 года сдал мандат ввиду назначения в состав правительства.
В январе 2016 года в интервью газете Le Monde и телекомпании Europe 1 высказался за скорейшее снятие с России западных санкций в связи с украинскими событиями 2014 года ввиду ущерба, понесённого французским свиноводством из-за встречного эмбарго со стороны России, а также заявил, что всё правительство разделяет его позицию, но не оно принимает решение по данному вопросу.
25 апреля 2016 года в парижском университете Декарта председательствовал на учредительном собрании общественно-политического движения «Hé oh la gauche!» (Эй, левые!), созданного с целью поддержки Франсуа Олланда в случае выдвижения его кандидатуры на президентских выборах 2017 года.
6 декабря 2016 года сформировано правительство Бернара Казнёва, в котором Ле Фоль сохранил обе прежних должности.

### Завершение парламентской карьеры (2017—2018)
17 мая 2017 года сформировано правительство Эдуара Филиппа, в котором Ле Фоль не получил никакого назначения.
18 июня 2017 года во втором туре парламентских выборов на фоне общего поражения Социалистической партии вновь избран в Национальное собрание от 4-го округа департамента Сарта с результатом 54,91 %.
15 марта 2018 года занял второе место в первом туре выборов первого секретаря Соцпартии и вышел во второй тур вместе с Оливье Фором. Однако, на следующий день, 16 марта, отказался от дальнейшей борьбы.

### Возвращение в Ле-Ман
14 июня 2018 года депутаты муниципального совета Ле-Мана на досрочных выборах мэра ввиду отставки социалиста Жан-Клода Булара по состоянию здоровья проголосовали за кандидатуру Стефана Ле Фоля (его мандат депутата Национального собрания после этого автоматически перешёл к Сильвии Тольмон). Спустя два часа голосами 45 депутатов совета метрополии Ле-Мана избран также и её председателем (15 человек проголосовали за Самюэля Шевалье, 13 бюллетеней остались незаполненными).

## Семья
Стефан Ле Фоль женат на художнице и преподавательнице Мари-Элен Бурдэ (Marie-Hélène Bourdais).